# Świemirowo

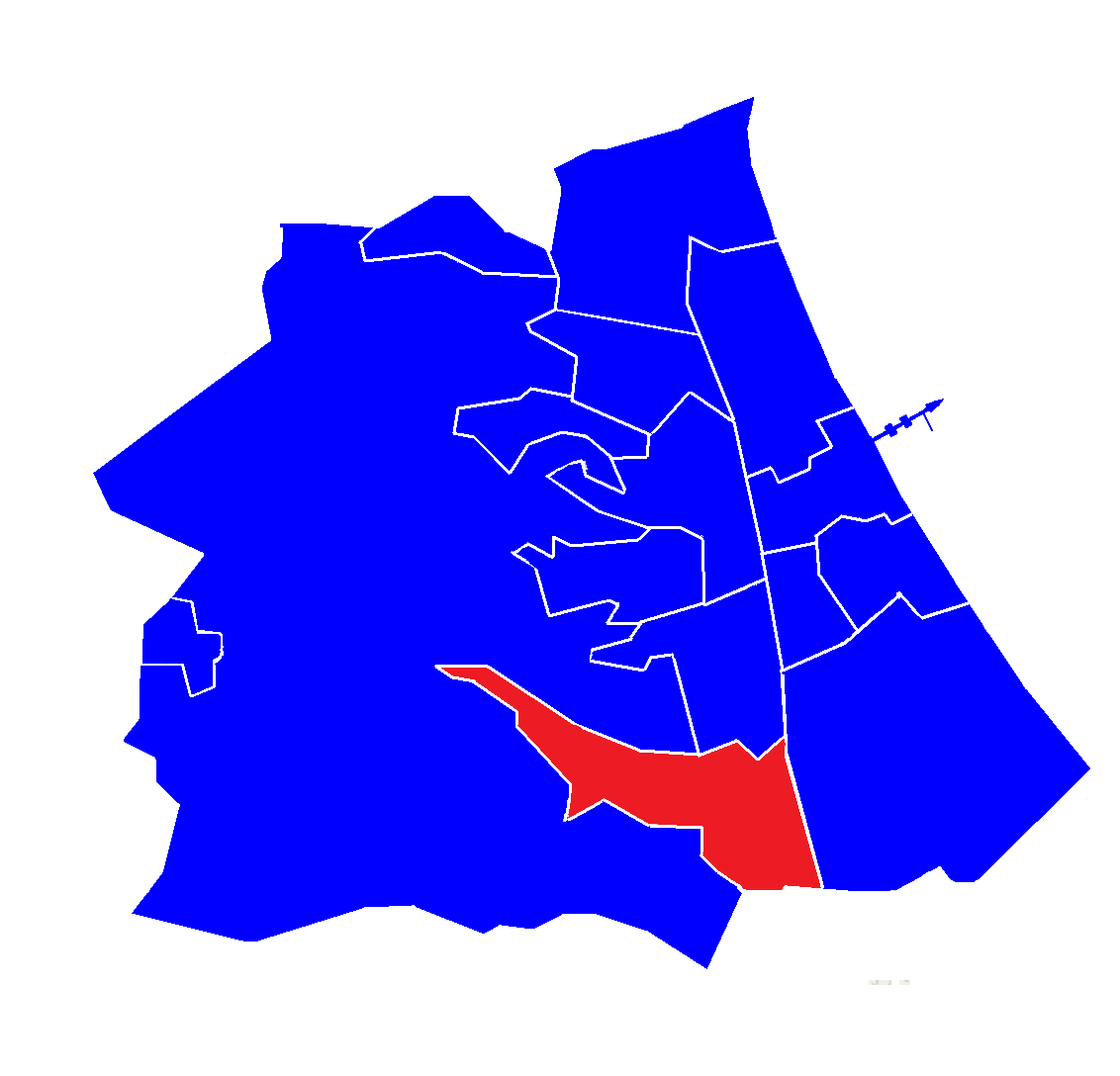
Świemirowo na mapie Sopotu

Świemirowo (kaszb. Czmirowò lub też Smirowò, Semierowò, niem. Schmierau) – południowo-zachodnia dzielnica Sopotu. Część Świemirowa położona bezpośrednio przy granicy miasta nazywana jest Stawowiem.
Południowo-wschodnia część dzielnicy ma charakter rzemieślniczo-usługowy, północno-zachodnia natomiast willowy.

## Położenie
Świemirowo graniczy:
- od południa - z częścią gdańskiej Oliwy - Ludolfinem
- od wschodu - z Karlikowem
- od zachodu - z Lasami Oliwskimi oraz Leśną Polaną (tereny Trójmiejskiego Parku Krajobrazowego)
- od północy - z Górnym Sopotem (Osiedle Mickiewicza)

Przez Świemirowo przepływa Potok Karlikowski, wzdłuż którego w kierunku zachodnim rozpościera się leśna Dolina Świemirowska prowadząca do Leśnej Polany.

## Transport i komunikacja
Świemirowo leży przy al. Niepodległości, która jest częścią drogi wojewódzkiej nr 468. Dzielnica jest skomunikowana z innymi częściami aglomeracji trójmiejskiej za pośrednictwem trójmiejskiej SKM (przystanek Sopot Wyścigi) i gdyńskich trolejbusów (linie nr 21 i 31).